# Port de Pirita
Le port de Pirita (en estonien : Pirita sadam) est un port maritime du quartier de Pirita à Tallinn en Estonie.

## Présentation
Le port dispose de 26 postes d'amarrage d'une longueur totale de 1818 m. 
La profondeur maximale au quai est de 4,2 m.
Le plus grand bateau possible: longueur 50 m, largeur 20 m, tirant d'eau 2,8 m.

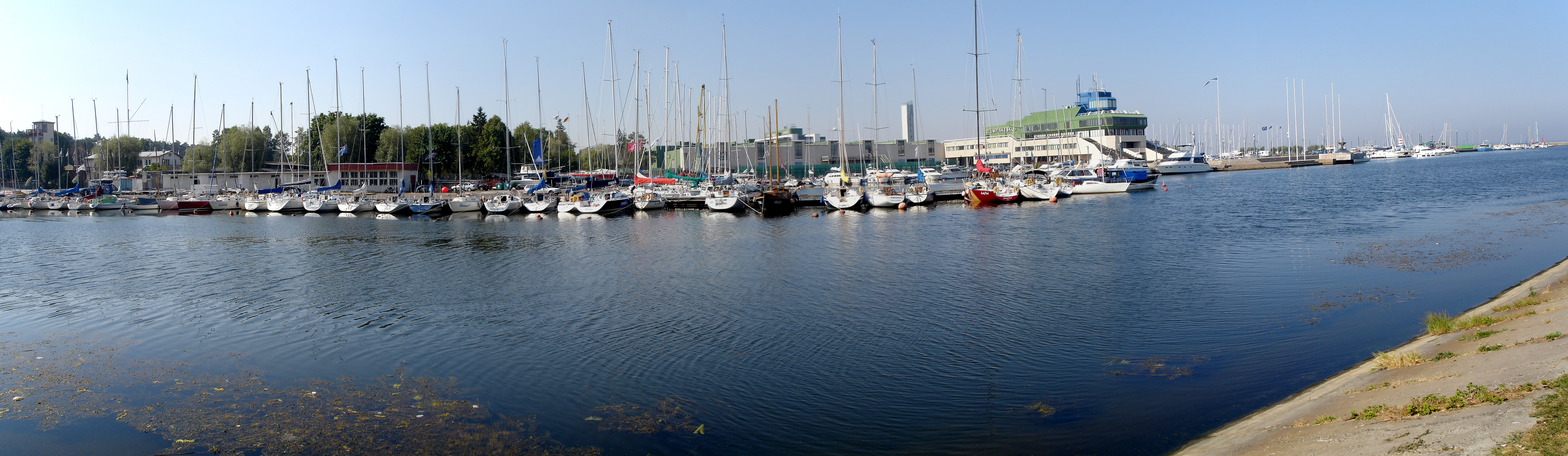
Bateaux de plaisance dans le port.

## Histoire
Le port est construit en 1970-1979, dans l'embouchure de la  rivière Pirita, pour accueillir les épreuves de voile des Jeux olympiques d'été de 1980.
Il accueille le Centre sportif olympique de voile de Tallinn.
En 1913, commence la construction de l'aéroport maritime de Tallinn dans le port de Pierre le Grand (et) sur la rive gauche de l'embouchure de la rivière Pirita.
L'aéroport fonctionnera jusqu'en 1918 et sera démantelé en 1919.

## Galerie

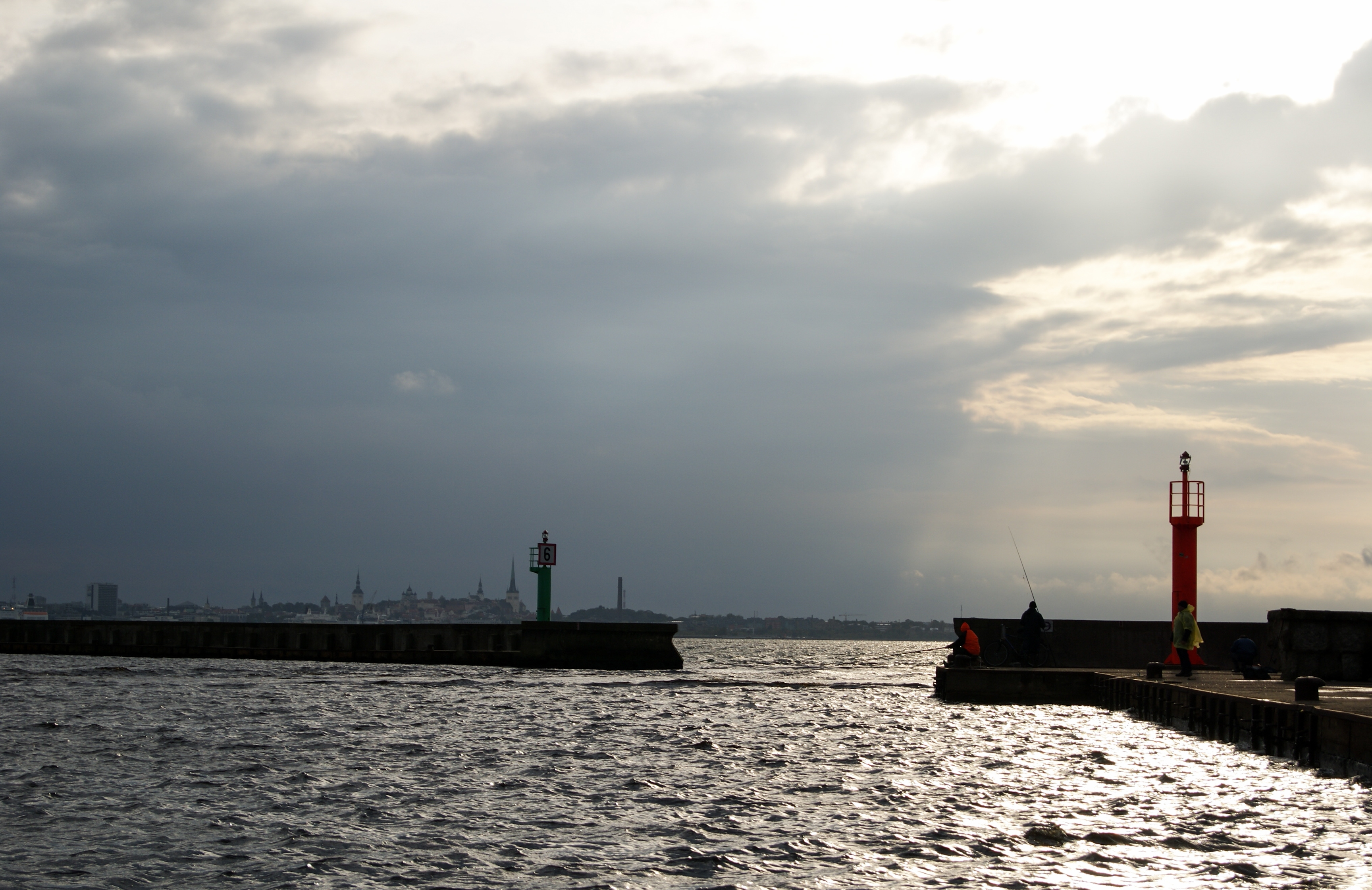
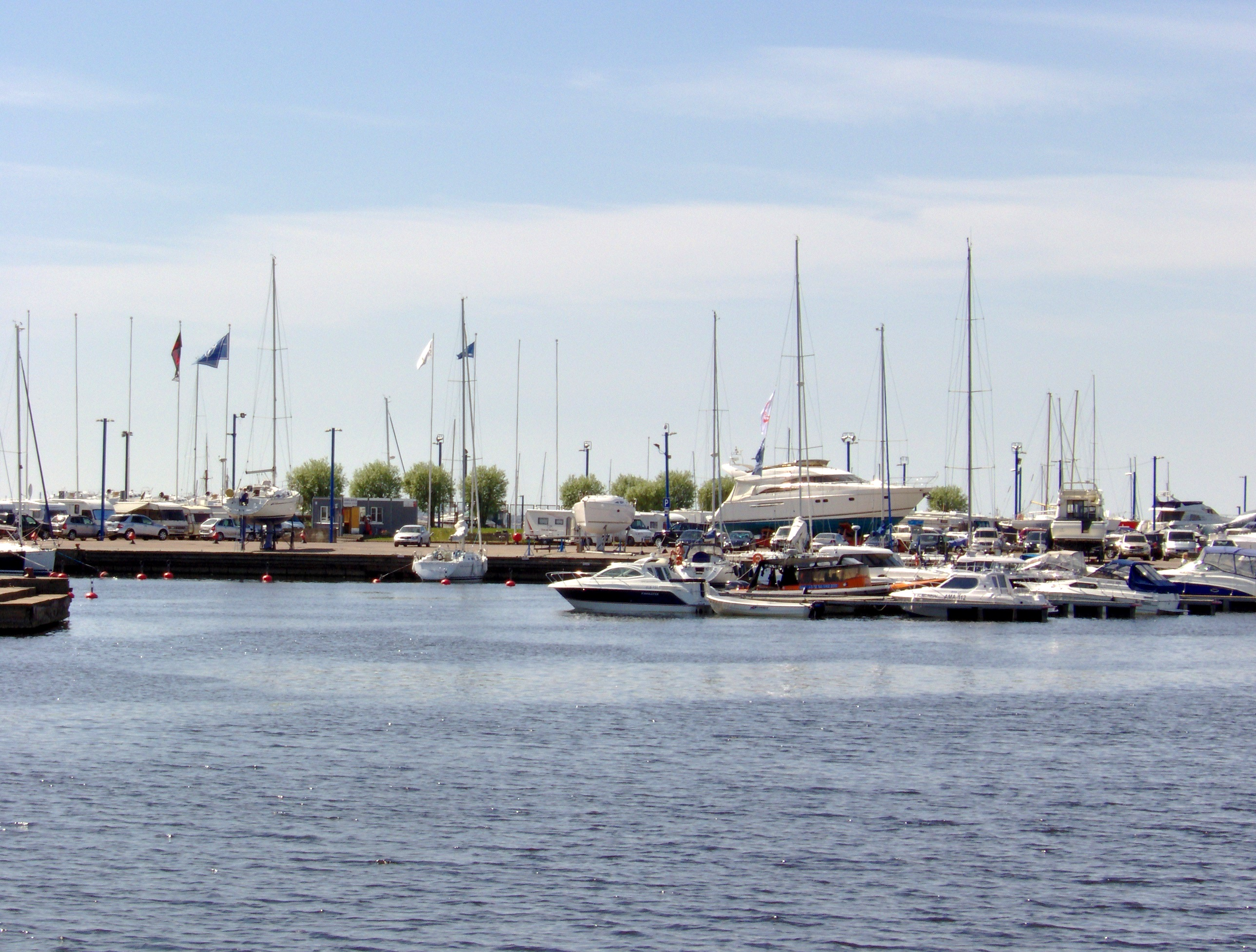
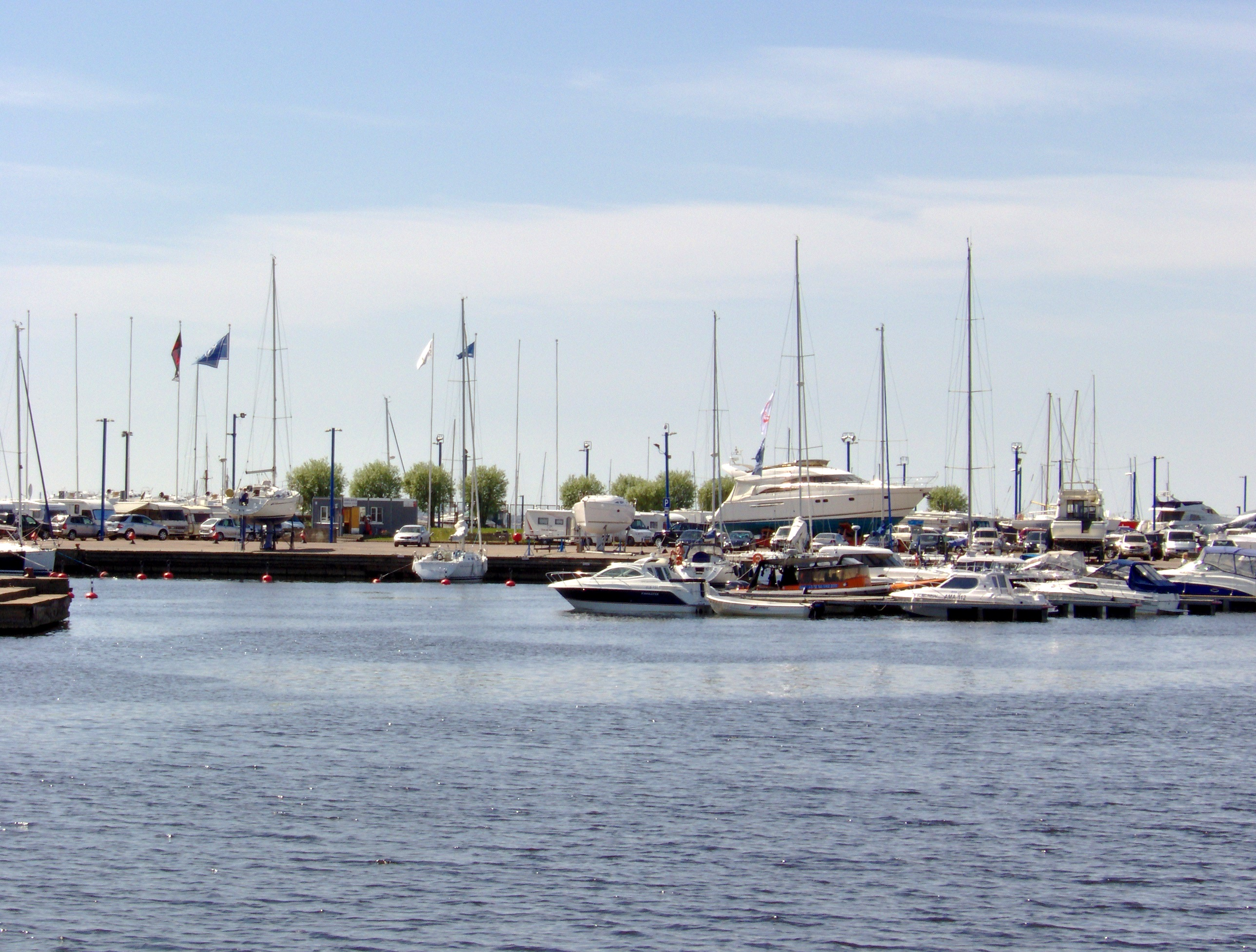

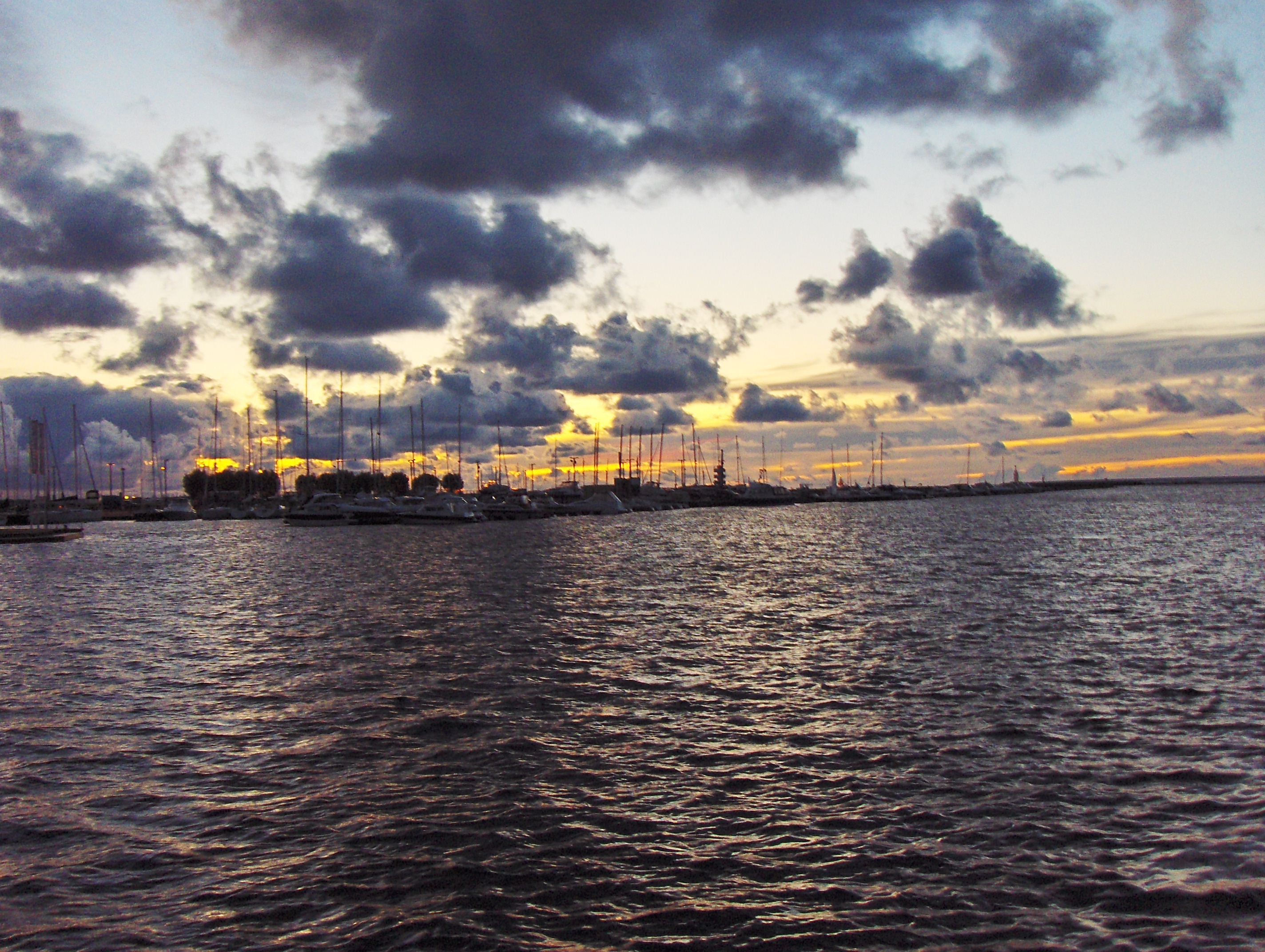
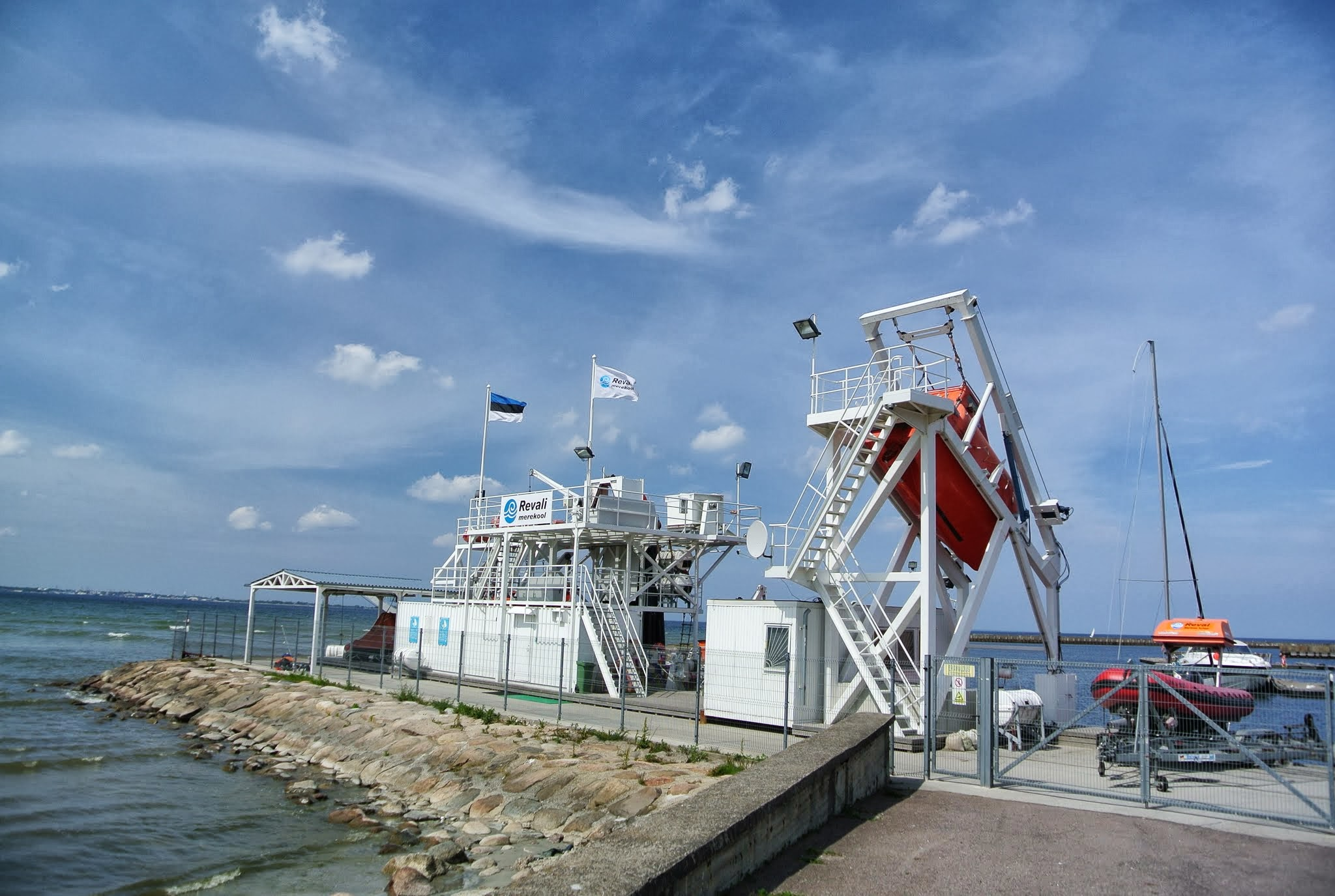
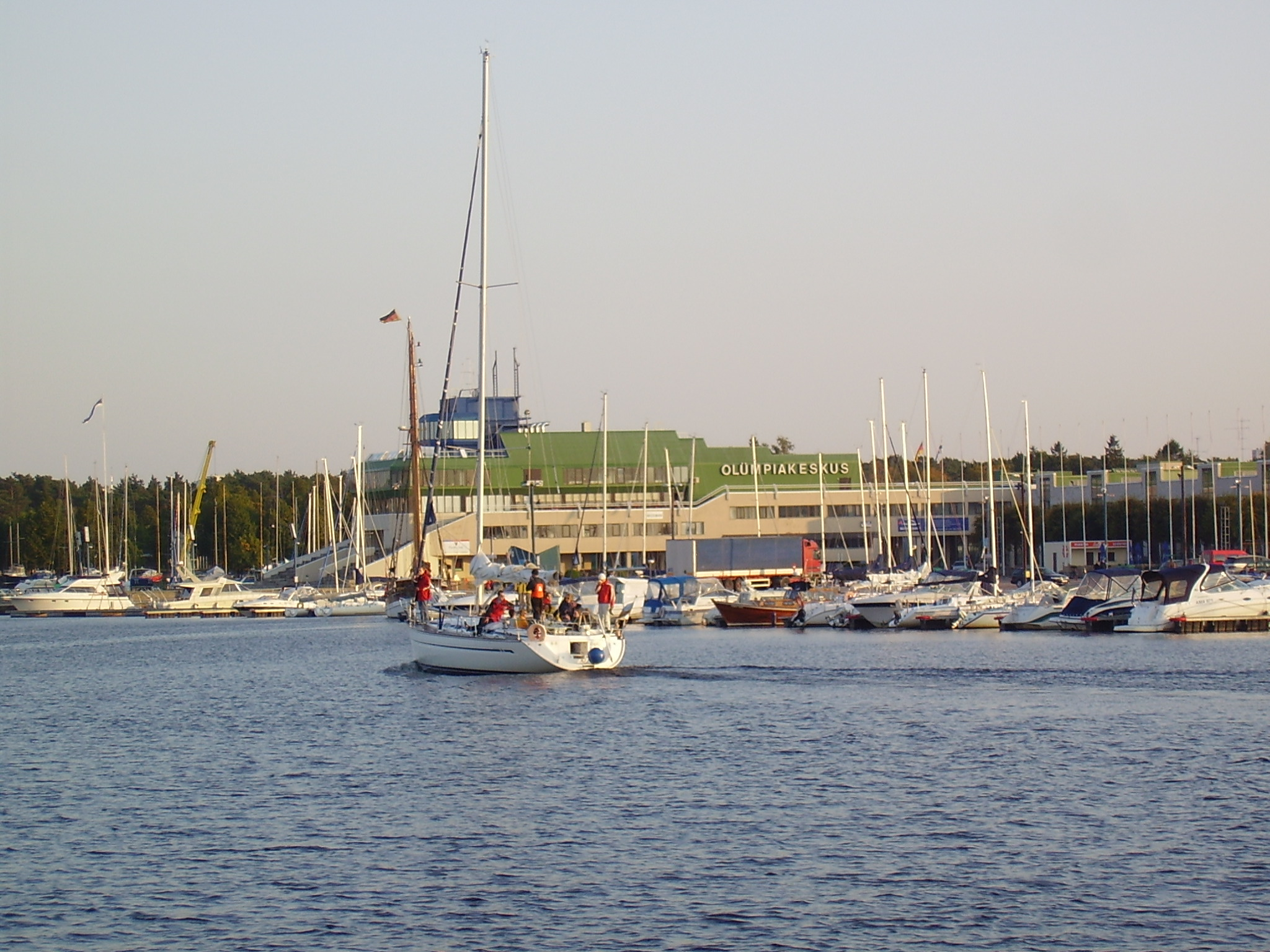
Le  Centre sportif olympique de voile.